# 林肯鎮區 (巴特勒縣)
林肯鎮區（英語：Lincoln Township）為位在美國堪薩斯州巴特勒縣的鎮區。2010年美国人口普查中該鎮區人口有310人。

## 歷史
林肯鎮區於1879年設立。

## 地理
林肯鎮區涵蓋面積258.92平方（99.97平方英里），境內無城鎮設立。

### 非建制地區
- 迪格拉夫（De Graff）

### 墓園
根據美國地質調查局的資料，此鎮區擁有3座墓園：
- 伊登門諾教會墓園（Eden Mennonite Church Cemetery）
- 貝克墓園（Baker Cemetery）
- 里奇韋墓園（Ridgeway Cemetery）

## 人口統計
根據2010年美國人口普查，林肯鎮區人口有310人，人口密度為1.2人/平方公里。種族方面，97.42%為白人；1.29%為非裔美洲人；0.32%為美洲原住民；0%為亞洲人；0%為太平洋島民；0%為其他種族；另外有0.97%為兩個或以上的種族。而西班牙裔美國人或拉丁美洲人佔該鎮區人口的0.32%。

## 外部連結
- Butler County Website
- City-Data.com （页面存档备份，存于）
- Butler County Maps: Current （页面存档备份，存于）, 1936 （页面存档备份，存于）